# Fédération nationale des agences d'urbanisme
 (août 2015).
 (septembre 2022).
Si vous disposez d'ouvrages ou d'articles de référence ou si vous connaissez des sites web de qualité traitant du thème abordé ici, merci de compléter l'article en donnant les références utiles à sa vérifiabilité et en les liant à la section « Notes et références ».
La Fédération nationale des agences d’urbanisme (FNAU) est une association qui fédère les agences d'urbanisme françaises et assure la promotion de leurs travaux auprès des pouvoirs publics et des acteurs territoriaux,.

## Rencontres nationales
Depuis 1980, la FNAU organise chaque année des Rencontres nationales réunissant urbanistes, élus locaux, professionnels de l’aménagement et chercheurs autour d’une thématique spécifique. Ces rencontres sont à la fois un lieu d’échange sur les pratiques des agences d’urbanisme et un moment de réflexion prospective sur les territoires. Elles se tiennent chaque année dans une ville différente, souvent en lien avec une agence hôte.
| Année        | Ville(s)                      | Thème                                                                               |
| ------------ | ----------------------------- | ----------------------------------------------------------------------------------- |
| 1980         | Metz                          | Les collectivités locales et la nouvelle politique des centres et quartiers anciens |
| 1981         | Lyon                          | Urbanisme, déplacements et transports                                               |
| 1982         | Bordeaux                      | Du logement des années 60 à l’habitat des années 80                                 |
| 1983         | Grenoble                      | Urbanisation et développement économique des agglomérations                         |
| 1984         | Strasbourg                    | Décentralisation et solidarités territoriales                                       |
| 1985         | Marseille                     | Demain nos villes                                                                   |
| 1986         | Champagne                     | Les relations ville/campagne                                                        |
| 1987         | Nantes                        | La ville et l’eau                                                                   |
| 1988         | La Réunion                    | La dynamique urbaine dans la compétition internationale                             |
| 1990         | Paris                         | Villes en projet                                                                    |
| 1991         | Dunkerque                     | L’université et la ville                                                            |
| 1992         | Brest                         | Cité puzzle : la spécialisation de l’espace en question                             |
| 1993         | Toulouse                      | Recomposer la ville                                                                 |
| 1994 (sept.) | Lille                         | Urbanisme, culture, cohésion sociale                                                |
| 1995         | Lyon                          | Planification urbaine et développement durable                                      |
| 1997 (nov.)  | Belfort–Montbéliard           | Commerce et modes de ville                                                          |
| 1998         | Bordeaux                      | Ville en mouvement                                                                  |
| 1999         | Nancy                         | Vive la ville : les enjeux du renouvellement urbain                                 |
| 2000         | Strasbourg                    | Ère urbaine, aires urbaines : les enjeux de la gouvernance                          |
| 2001 (déc.)  | Nantes                        | Espaces, temps, modes de vie – Nouvelles cohérences urbaines                        |
| 2002         | Marseille                     | Territoire en quête d’image : les ressorts de l’attractivité                        |
| 2003         | Paris                         | Les disparités territoriales                                                        |
| 2004         | Reims                         | Les valeurs de la ville                                                             |
| 2005         | Lyon, Grenoble, Saint-Étienne | Métropole en question, métropole en action                                          |
| 2006         | Dunkerque                     | Créativité et innovation des villes                                                 |
| 2007         | Toulouse                      | La ville négociée                                                                   |
| 2008         | Le Havre                      | L’appel du large                                                                    |
| 2009         | Nancy                         | Europe, le génie des villes                                                         |
| 2010         | Rennes                        | Ville désirée, ville durable : un projet à partager                                 |
| 2011 (oct.)  | Paris                         | Territoires et projets : les outils de la gouvernance                               |
| 2012 (nov.)  | Bordeaux                      | Chiffrer et déchiffrer les villes                                                   |
| 2013 (sept.) | Amiens                        | Campagnes urbaines                                                                  |
| 2014 (nov.)  | Paris                         | Le bien commun territorial                                                          |
| 2015         | Lyon                          | L’individu créateur de ville                                                        |
| 2016         | Bayonne, Pau                  | Territoires no(s) limite(s)                                                         |
| 2017         | Strasbourg                    | L’Europe, des lieux et des liens – Construire l’Europe par les territoires          |
| 2018 (nov.)  | Lille, Dunkerque              | Design et innovation – De l’audace pour nos territoires                             |
| 2020 (déc.)  | Brest                         | Explorons nos futurs (heureux)                                                      |

## Liste des présidents
La présidence de la FNAU est assurée par des élus locaux, souvent issus des collectivités territoriales partenaires des agences. Le président ou la présidente représente la fédération, en oriente les grandes priorités stratégiques et assure une représentation politique au niveau national.
| Période                         | Président(e)        | Fonction principale                                                         |
| ------------------------------- | ------------------- | --------------------------------------------------------------------------- |
| 1995 – 2010                     | André Rossinot      | Maire de Nancy                                                              |
| 2010 – 2014                     | Vincent Feltesse    | Président de la Communauté urbaine de Bordeaux                              |
| 2014 – décembre 2022            | Jean Rottner        | Maire de Mulhouse (2010–2017), président de la région Grand Est (2017–2022) |
| Décembre 2022 – 20 juillet 2023 | Patrice Vergriete   | Maire de Dunkerque                                                          |
| Depuis le 9 octobre 2023        | Sonia de La Provôté | Sénatrice du Calvados                                                       |

## Bureau de la Fnau depuis 2023
Le bureau de la Fédération nationale des agences d’urbanisme (FNAU) est composé d’élus locaux, nommés en raison de leurs mandats électifs ou fonctions exercées au sein des agences d’urbanisme qu’ils représentent. Ces membres participent à la gouvernance de la fédération et contribuent à l’orientation de ses politiques. Le bureau collabore avec l’équipe technique de la FNAU, ainsi qu’avec les directions des agences, leurs personnels et les partenaires institutionnels à l’échelle nationale.
| Poste                              | Nom                          | Agence / Organisation                                                                | Mandats et fonctions | Parti politique |
| ---------------------------------- | ---------------------------- | ------------------------------------------------------------------------------------ | --- | --------------- |
| Présidente                         | Sonia de La Provôté          | Agence de Caen Normandie Métropole (Aucame)                                          | Sénatrice du Calvados, conseillère municipale Caen, conseillère communauté urbaine Caen la Mer, médecin du travailsource 1source 2                                                 | LC              |
| Présidente déléguée, trésorière    | Catherine Barthelet          | Agence de Besançon centre Franche-Comté (AUDAB)                                      | Maire de Pelousey, vice-présidente Grand Besançon Métropole (projets territoire, planification, prospective)source 1source 2                                                       | DVC             |
| Président délégué                  | Jean-Philippe Dugoin-Clément | Institut Paris Region                                                                | Vice-président Institut Paris Région, vice-président Région Île-de-France, maire de Mennecysource                                                                                  | UDI             |
| Vice-président, secrétaire général | Francis Vercamer             | Agence de développement et d’urbanisme de Lille Métropole (Adulm)                    | Maire de Hem, vice-président Métropole Européenne de Lillesource | PS              |
| Vice-présidente                    | Virginie Carolo-Lutrot       | Agence d’Urbanisme du Havre et Estuaire de la Seine (Aurh)                           | Présidente communauté d’agglomération Caux Seine Agglo, maire Port-Jérôme sur Seinesource                                                                                          | DVD             |
| Vice-président                     | André Crocq                  | Agence d’Urbanisme et de Développement Intercommunal Agglomération Rennaise (Audiar) | Président Audiar, 1er vice-président Métropole de Rennes, conseiller municipal Chavagne, conseiller régional Bretagnesource                                                        | PS              |
| Vice-présidente                    | Françoise Schaetzel          | Agence de Développement et d’Urbanisme Agglomération Strasbourgeoise (Adeus)         | Présidente Adeus, vice-présidente Eurométropole de Strasbourg, conseillère municipale déléguée Strasbourgsource                                                                    | LE              |
| Vice-présidente                    | Annette Laigneau             | Agence d’Urbanisme et d’Aménagement Toulouse aire métropolitaine (Auat)              | Présidente Auat, vice-présidente Métropole de Toulouse, adjointe au maire de Toulousesource                                                                                        | LR              |
| Membre                             | Thierry Albertini            | Agence d’urbanisme de l’aire Toulonnaise et du Var (Audat.var)                       | Maire de La Valette du Var, vice-président Métropole Toulon Provence Méditerranée, conseiller départemental Varsource                                                              | LR              |
| Membre                             | Christian Annette            | Agence pour l’Observation de la Réunion, l’Aménagement et l’Habitat (Agorah)         | Conseiller régional de la Réunionsource | PS              |
| Membre                             | Grégory Bernard              | Agence d’Urbanisme et de Développement Clermont-Métropole                            | Conseiller métropolitain Clermont-Auvergne Métropole, adjoint au maire Clermont-Ferrandsource                                                                                      | G·s             |
| Membre                             | Laure Agnès Caradec          | Agence d’urbanisme de l’Agglomération Marseillaise (Agam)                            | Conseillère Métropole Aix Marseille, vice-présidente Conseil de Territoire Marseille Provence, conseillère municipale Marseille, conseillère départementale Bouches-du-Rhônesource | LR              |
| Membre                             | Sylvie Cassou-Schotte        | Agence d’Urbanisme Bordeaux Aquitaine (Aurba)                                        | Vice-présidente Bordeaux Métropolesource | LE              |
| Membre                             | Cédric Chevalier             | Agence d’Urbanisme et de Développement de la Région de Reims (Addrr)                 | Sénateur Marne, maire Saint-Léonard, conseiller régional Grand Estsource | HOR             |
| Membre                             | François Decoster            | Agence d’Urbanisme et Développement Pays de Saint-Omer – Flandre intérieure          | Maire Saint-Omer, conseiller communautaire communauté d’agglomération Pays de Saint-Omer, membre délégation française Comité des régionssource                                     | MoDem           |
| Membre                             | Thierry Engasser             | Agence de la fabrique urbaine et territoriale Sud-Alsace                             | Maire Hombourg, conseiller communautaire Mulhouse Alsace Agglomérationsource | UDI             |
| Membre                             | Cécile Helle                 | Agence d’urbanisme Rhône Avignon Vaucluse (Aurav)                                    | Maire d’Avignon, vice-présidente Grand Avignonsource | PS              |
| Membre                             | Bertrand Kling               | Agence de développement des territoires Nancy Sud Lorraine (Scalen)                  | Maire Malzéville, vice-président Métropole du Grand Nancysource | PS              |
| Membre                             | Pénélope Komitès             | Atelier parisien d’urbanisme                                                         | Adjointe Maire de Paris en charge innovation, attractivité, prospective Paris 2030, résiliencesource                                                                               | PS              |
| Membre                             | Djoudé Mérabet               | Agence d’urbanisme de Rouen boucle de Seine Eure (Aurbse)                            | Maire Elbeuf, 1er vice-président Métropole Rouen Normandie chargé urbanismesource                                                                                                  | PS              |
| Membre                             | Pascal Pras                  | Agence d’Urbanisme de la Région Nantaise (Auran)                                     | Maire Saint-Jean de Boiseau, vice-président Métropole de Nantessource | PS              |
| Membre                             | Séverine Termon              | Agence de Développement Durable, d’Urbanisme et d’Aménagement de Martinique (ADDUAM) | Conseillère territoriale Martiniquesource | PRV             |
| Membre                             | Cathy Savourey               | Agence d’Urbanisme de l’agglomération de Tours (ATU)                                 | Adjointe maire Tours, conseillère métropolitaine Tours métropole Val de Loiresource                                                                                                | LE              |
| Membre                             | Béatrice Vessiller           | Agence d’urbanisme de l’aire métropolitaine lyonnaise (Urbalyon)                     | Vice-présidente Métropole de Lyon, conseillère municipale Villeurbannesource | LE              |
| Membre                             | Bernard Weisbecker           | Agence d’Urbanisme et de Développement Région Flandre Dunkerque (AGUR)               | Maire Leffrinckoucke, vice-président Communauté Urbaine Dunkerquesource | DVC             |